# Pavlovskij Posad
Pavlovskij Posad (anche traslitterata come Pavlovsky Posad) è una cittadina della Russia europea centrale (oblast' di Mosca), situata 68 km a est della capitale alla confluenza della Vochna nella Kljaz'ma, nella pianura della Meščëra; fino al 2017 era il capoluogo amministrativo del distretto omonimo.
Attestata per la prima volta nel 1328 con il nome di Pavlovo; nel 1844 venne accorpata ad altri insediamenti vicini (Zacharovo, Dubrovo, Melenki, Usovo), costituendo un'unica entità amministrativa (posad) che venne ribattezzata Pavlovskij Posad e che ottenne lo status di città.

## Società

### Evoluzione demografica
Fonte: mojgorod.ru
- 1897: 10.000
- 1939: 43.000
- 1959: 55.000
- 1979: 70.300
- 1989: 71.300
- 2002: 61.982
- 2007: 61.300